# Madre sólo hay dos
Madre sólo hay dos (bra: Mãe Só Tem Duas; prt: Mãe Há Só... Duas) é uma série de televisão mexicana de drama e comédia criada e escrita por Carolina Rivera e Fernando Sariñana. A série estreou em 20 de janeiro de 2021, transmitida pela Netflix. Mais tarde naquele mesmo mês, a plataforma renovou a série para uma segunda temporada, que foi lançada em 24 de dezembro de 2021. Em 4 de janeiro de 2022, foi anunciado que a série teria uma terceira e última temporada, que estreou em 25 de dezembro de 2022. Desde o seu lançamento, foi vista por 23 milhões de lares.

## Premissa
A história gira em torno de Ana (Ludwika Paleta) e Mariana (Paulina Goto), duas mães de idades e culturas diferentes que, devido a uma troca acidental de filhos no nascimento, são forçadas a se unir e criar suas filhas em uma só família.

## Elenco
- Ludwika Paleta como Ana Servín[11]
- Paulina Goto como Mariana Herrera[11]
- Martin Altomaro como Juan Carlos[11]
- Liz Gallardo como Teresa "Tere" Herrera[11]
- Javier Ponce como Pablo Sandoval[11]
- Oka Giner como Elena[11]
- Dalexa Meneses como Ceci
- Emilio Beltrán como Rodrigo "Ro"
- Zaide Silvia Gutiérrez como Lucía, avó de Mariana
- Rodrigo Cachero como Víctor, irmão de Juan Carlos
- Christian Chávez como Manolo[11]
- Elena del Río como Cynthia[11]
- Nora Velázquez como Altagracia
- Verónica Toussaint como Tamara
- Lisa Owen como Romelia, mãe de Ana
- Carmen Delgado como Laura Villa, advogada

## Episódios

### Resumo
| Temporada | Temporada | Episódios | Episódios | Originalmente lançado  |
| --------- | --------- | --------- | --------- | ---------------------- |
|           | 1         | 9         | 9         | 20 de janeiro de 2021  |
|           | 2         | 8         | 8         | 24 de dezembro de 2021 |
|           | 3         | 10        | 10        | 25 de dezembro de 2022 |

### 1.ª Temporada (2021)
| N.º na série | N.º na temp. | Título (Título no Brasil)                                  | Lançamento            |
| --- | ------------ | ---------------------------------------------------------- | --------------------- |
| 1 | 1            | "Chin-chan-pú" "Uni, duni, tê"                             | 20 de janeiro de 2021 |
| Quatro meses depois da confusão na maternidade, a workaholic Ana e a estudante Mariana se preparam para desfazer a troca. Mas será que não tem outra saída? |              |                                                            |                       |
| 2 | 2            | "Bienvenidas a casa" "Bem-vindas à casa"                   | 20 de janeiro de 2021 |
| Mariana vai morar com Ana e a família para desmamar Valentina. Tere, a mãe de Mariana, se surpreende quando o marido de Ana oferece ajuda.                  |              |                                                            |                       |
| 3 | 3            | "Dinámicas familiares" "Dinâmica familiar"                 | 20 de janeiro de 2021 |
| O pai de Regina ameaça processar Mariana. Ana quer fortalecer o vínculo com Valentina. Mariana tenta se aproximar do pai distante.                          |              |                                                            |                       |
| 4 | 4            | "Paternidad" "Pais"                                        | 20 de janeiro de 2021 |
| Ana e Juan Carlos começam a terapia de casal. Pablo sai pela primeira vez com a filha Regina. Tere abre o próprio negócio.                                  |              |                                                            |                       |
| 5 | 5            | "Mi familia no es perfecta" "Minha família não é perfeita" | 20 de janeiro de 2021 |
| Mariana busca respostas depois que Tere revela um segredo antigo. Juan Carlos quer que Mariana vá embora, mas Ana tem um plano.                             |              |                                                            |                       |
| 6 | 6            | "Dating" "Tentando namorar"                                | 20 de janeiro de 2021 |
| Ana tira uma semana de folga para pensar na promoção que pode mudar sua vida. Mariana volta a procurar alguém em um aplicativo de relacionamentos.          |              |                                                            |                       |
| 7 | 7            | "Tiempo de calidad" "Final de semana em família"           | 20 de janeiro de 2021 |
| Ana convida Mariana e a família para uma viagem de fim de semana. Uma discussão entre Tere e Juan Carlos deixa Mariana desconfiada.                         |              |                                                            |                       |
| 8 | 8            | "Mentiras"                                                 | 20 de janeiro de 2021 |
| Ana viaja para Buenos Aires e encontra alguém do passado. Quando as crianças começam a comer, Mariana pensa em se mudar. Ana se preocupa com a saúde.       |              |                                                            |                       |
| 9 | 9            | "El bautizo" "O batismo"                                   | 20 de janeiro de 2021 |
| Ana quer batizar as crianças, mas Mariana prefere um ritual não religioso para Regina. Só que a revelação de um segredo ameaça arruinar as duas cerimônias. |              |                                                            |                       |

### 2.ª Temporada (2021)
| N.º na série | N.º na temp. | Título (Título no Brasil)                                   | Lançamento             |
| --- | ------------ | ----------------------------------------------------------- | ---------------------- |
| 10 | 1            | "Madres e hijas" "Mães e filhas"                            | 24 de dezembro de 2021 |
| Ana pede para Cynthia, sua ex-assistente, conseguir informações sobre Regina, mas Mariana descobre o plano dela. Ana e Juan Carlos se encontram para falar da separação. |              |                                                             |                        |
| 11 | 2            | "Red de apoyo" "Rede de apoio"                              | 24 de dezembro de 2021 |
| Ana pede para Cynthia, sua ex-assistente, conseguir informações sobre Regina, mas Mariana descobre o plano dela. Ana e Juan Carlos se encontram para falar da separação. |              |                                                             |                        |
| 12 | 3            | "¿Ahora qué sigue?" "E agora?"                              | 24 de dezembro de 2021 |
| Mariana e Pablo relutam em colocar Regina na creche. Tere vira sócia de Victor em um novo negócio. Ana toma uma decisão profissional que abala Mariana.                  |              |                                                             |                        |
| 13 | 4            | "Graduación" "Formatura"                                    | 24 de dezembro de 2021 |
| Ana e Mariana não concordam sobre o aplicativo. Todos vão à formatura de Ceci, que é bem movimentada.                                                                    |              |                                                             |                        |
| 14 | 5            | "Soldados del amor" "Soldados do amor"                      | 24 de dezembro de 2021 |
| Todos ficam em polvorosa quando as duas famílias acabam indo trabalhar no mesmo local. Ferrán, o dono, começa a flertar com Ana e Mariana.                               |              |                                                             |                        |
| 15 | 6            | "Póker Face" "Ler pessoas"                                  | 24 de dezembro de 2021 |
| Ana está decidida a desmascarar Ferrán, mas Mariana quer dar uma chance para ele. Victor incentiva Juan Carlos a voltar a namorar.                                       |              |                                                             |                        |
| 16 | 7            | "Divorcio" "Divórcio"                                       | 24 de dezembro de 2021 |
| Ferrán tira Pablo e Juan Carlos do sério, e eles se reúnem com um advogado. Mariana ajuda Ceci a planejar uma noite romântica com Darío, para a surpresa de Ana.         |              |                                                             |                        |
| 17 | 8            | "Cuando te toca, aunque te quites" "Não se foge do destino" | 24 de dezembro de 2021 |
| Pablo e Juan Carlos processam Ana e Mariana, e elas encontram uma solução extrema para proteger as famílias e o negócio.                                                 |              |                                                             |                        |

### 3.ª Temporada (2022)
| N.º na série | N.º na temp. | Título (Título no Brasil)                                      | Lançamento             |
| --- | ------------ | -------------------------------------------------------------- | ---------------------- |
| 18 | 1            | "La verdad no peca pero incomoda." "Uma verdade inconveniente" | 25 de dezembro de 2022 |
| Pablo e Juan Carlos tentam provar que Ana e Mariana estão mentindo. Tere testa Víctor. Ferrán tenta deixar Mariana com ciúmes.                                          |              |                                                                |                        |
| 19 | 2            | "Fiesta de amor" "Viva o amor"                                 | 25 de dezembro de 2022 |
| Ana e Mariana fazem uma festa para atrair novos investidores. Ferrán e Mariana têm dificuldade de esconder o relacionamento. Tere se abre com Mariana sobre a gravidez. |              |                                                                |                        |
| 20 | 3            | "Chocolates"                                                   | 25 de dezembro de 2022 |
| Mariana e Ana discutem sobre a escola das filhas. Juan Carlos precisa da ajuda de Ana para se tornar presidente da empresa da família.                                  |              |                                                                |                        |
| 21 | 4            | "Santa Perpetua" "Santa Perpétua"                              | 25 de dezembro de 2022 |
| Ana e Mariana sofrem um acidente de carro e acabam ficando mais íntimas. Juan Carlos encontra uma paixão antiga. Ceci toma uma decisão sobre o futuro.                  |              |                                                                |                        |
| 22 | 5            | "Cruda moral" "Ressaca moral"                                  | 25 de dezembro de 2022 |
| Ana tem uma conversa franca com Mariana. Tere entra em uma discussão acalorada com o pai de Víctor. Juan Carlos conhece os amigos de Fernanda durante uma viagem.       |              |                                                                |                        |
| 23 | 6            | "Perderse para encontrarse" "Se perder para se encontrar"      | 25 de dezembro de 2022 |
| Ana tem um encontro com outra mulher. Mariana vai morar com Ferrán. Pablo e Cynthia organizam um jantar para dar uma notícia bem constrangedora.                        |              |                                                                |                        |
| 24 | 7            | "De tal palo..." "É de família"                                | 25 de dezembro de 2022 |
| Mariana descobre um grande segredo sobre o passado de Ferrán. O reencontro de Ana com o pai não sai como ela esperava. Ceci começa a trabalhar na Rorros.               |              |                                                                |                        |
| 25 | 8            | "Alumnos y maestros" "Mestres e aprendizes"                    | 25 de dezembro de 2022 |
| Ana esbarra em Juan Carlos em uma cerimônia de ayahuasca. Mariana recebe uma proposta de trabalho em outra cidade. Ro pede ajuda de Elena para conquistar a crush.      |              |                                                                |                        |
| 26 | 9            | "Síndrome del impostor" "Síndrome do impostor"                 | 25 de dezembro de 2022 |
| Ana e Pablo armam um plano para impedir que Mariana vá embora. Cynthia e Pablo pensam em morar juntos. Tere faz exames para saber mais sobre a saúde do bebê.           |              |                                                                |                        |
| 27 | 10           | "¡Qué bonita familia!" "Uma bela família"                      | 25 de dezembro de 2022 |
| Com a ajuda de Ceci e outros cúmplices, Ana decide procurar Mariana antes que ela vá para Tijuana. Tere entra em trabalho de parto.                                     |              |                                                                |                        |